# Schwerini-tó

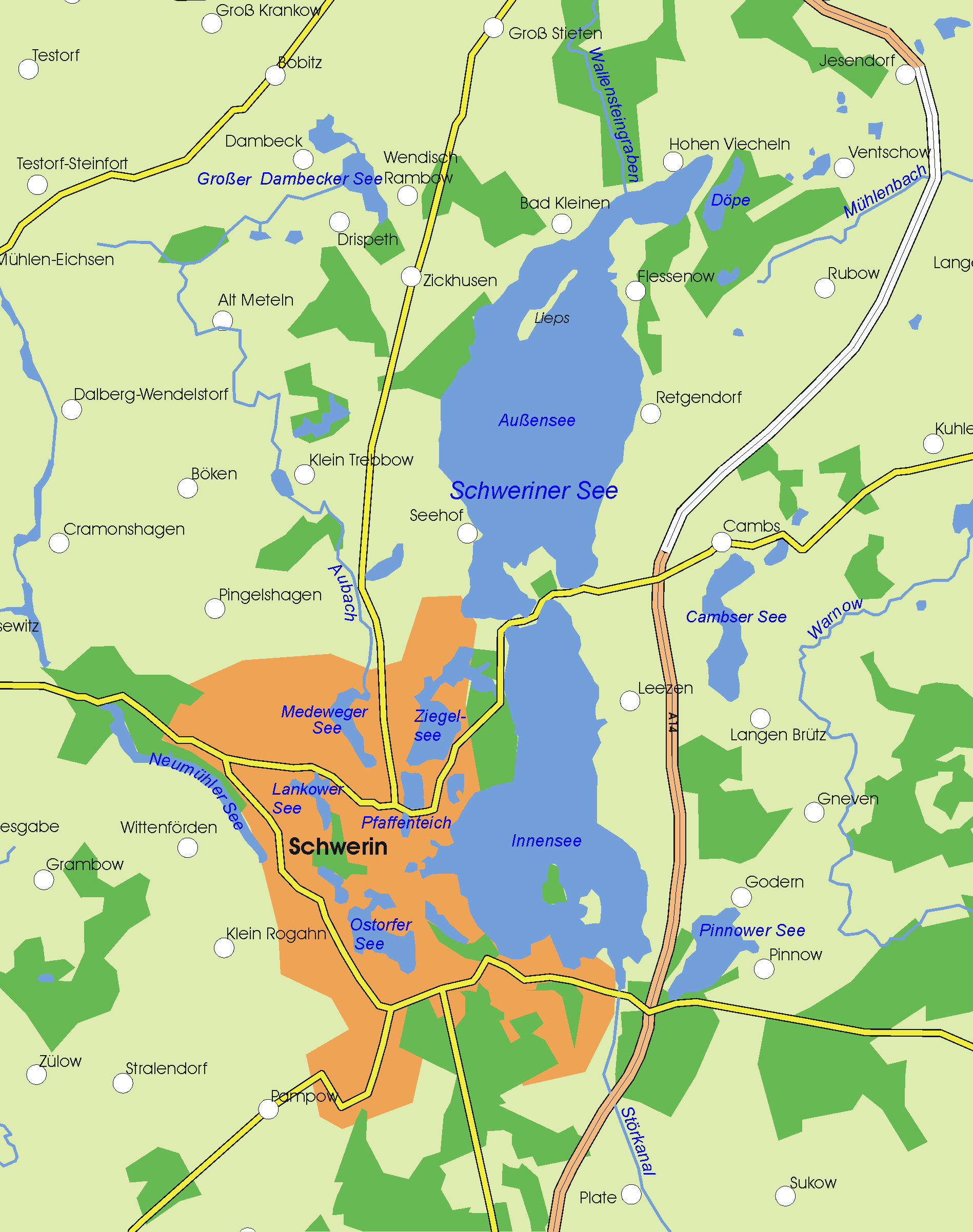
Schwerini-tó

A Schwerini-tó (Schweriner See) Németország negyedik legnagyobb tava Nyugat-Mecklenburgban, Schwerin és Hohen Viecheln között. Geomorfológiai szempontból posztglaciális gleccsertó, és a Mecklenburgi-tóvidékhez tartozik.

## Leírása
A tó nyugatra és délre fekszik az Északi-tenger és a Balti-tenger vízválasztójától, és a posztglaciális tóvidék jellegéből adódóan kisebb tavakkal van körülvéve. Természetesen dél felé van lefolyása a Stör folyón keresztül, de északról Wismaron keresztül kapcsolódik a Wallenstein-árokba, ezt a Losteni-tavon át vezető kapcsolatát mesterségesen hozták létre 1531-ben. A Losteni-tó vize előzőleg a Balti-tenger felé folyt.
Schwerin városának hét tava van: északnyugatról a Lankower See; észak felől a Medeweger See és a Pfaffenteich, a város belsejébe mélyen behúzódó Ziegelsee; a hozzá rövid csatornával csatlakozó Heidensee; az újabb csatornával ehhez kapcsolódó óriási Schwerini-tó; a várostól délre fekvő Fauler See, melynek északi csücske majdnem a Schlossgartenig ér, és végül a különös alakzatot öltő Ostorfer See.
A Schwerini-tó a város keleti határán fekszik és az ország negyedik legnagyobb tava. Hossza 21 km, szélessége 3–5 km, legnagyobb mélysége 52,4 méter, és az 1842-ben épült Paulsdamm (gát) keresztezi, amelyen át az F104-es út Güstrow felé vezet.
A tó keleti partján a gát végében  Rampe község fekszik. A gát a tavat két részre, az északi Aussenseere és a déli Binnenseere osztja.

## Galéria

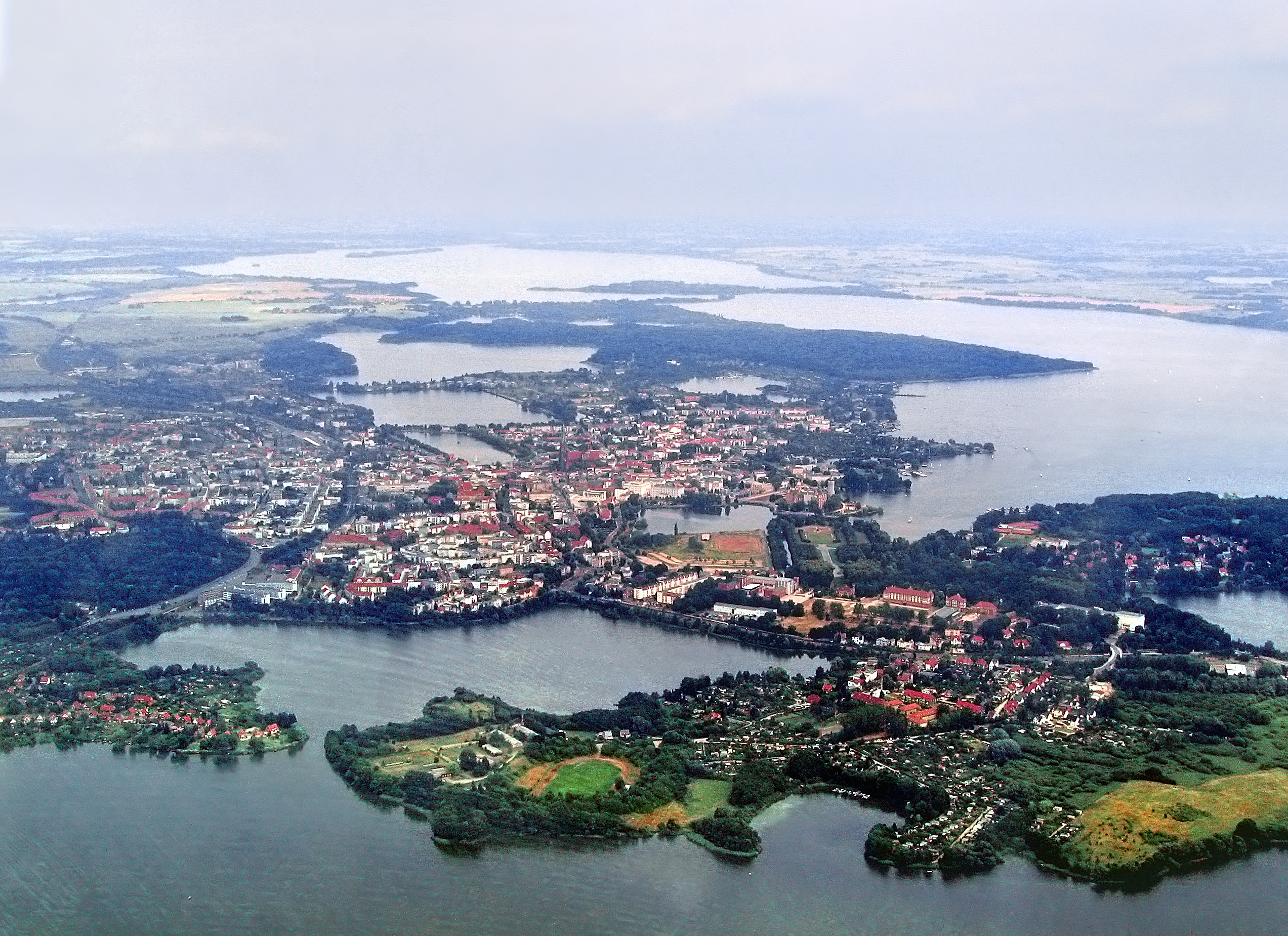
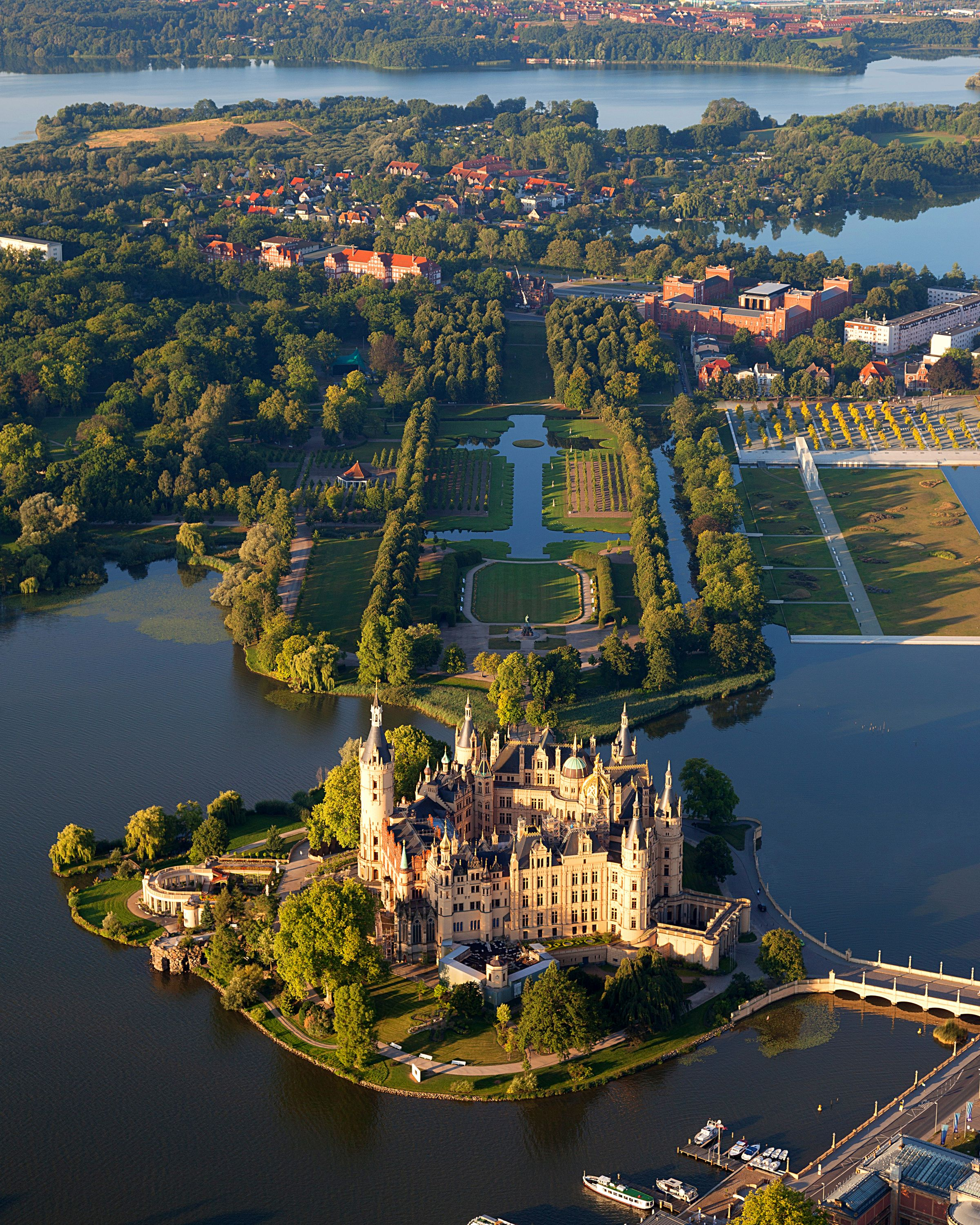
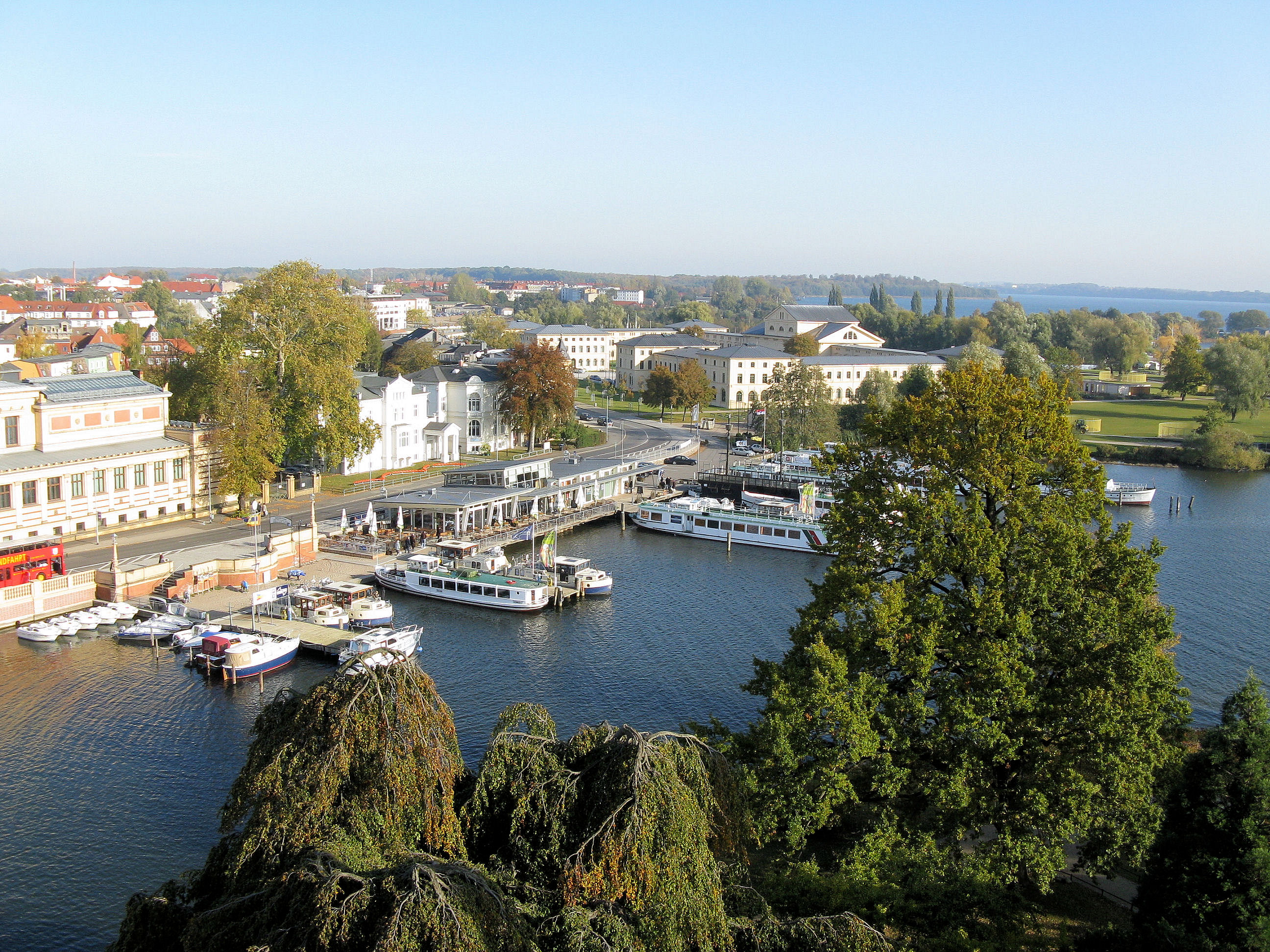
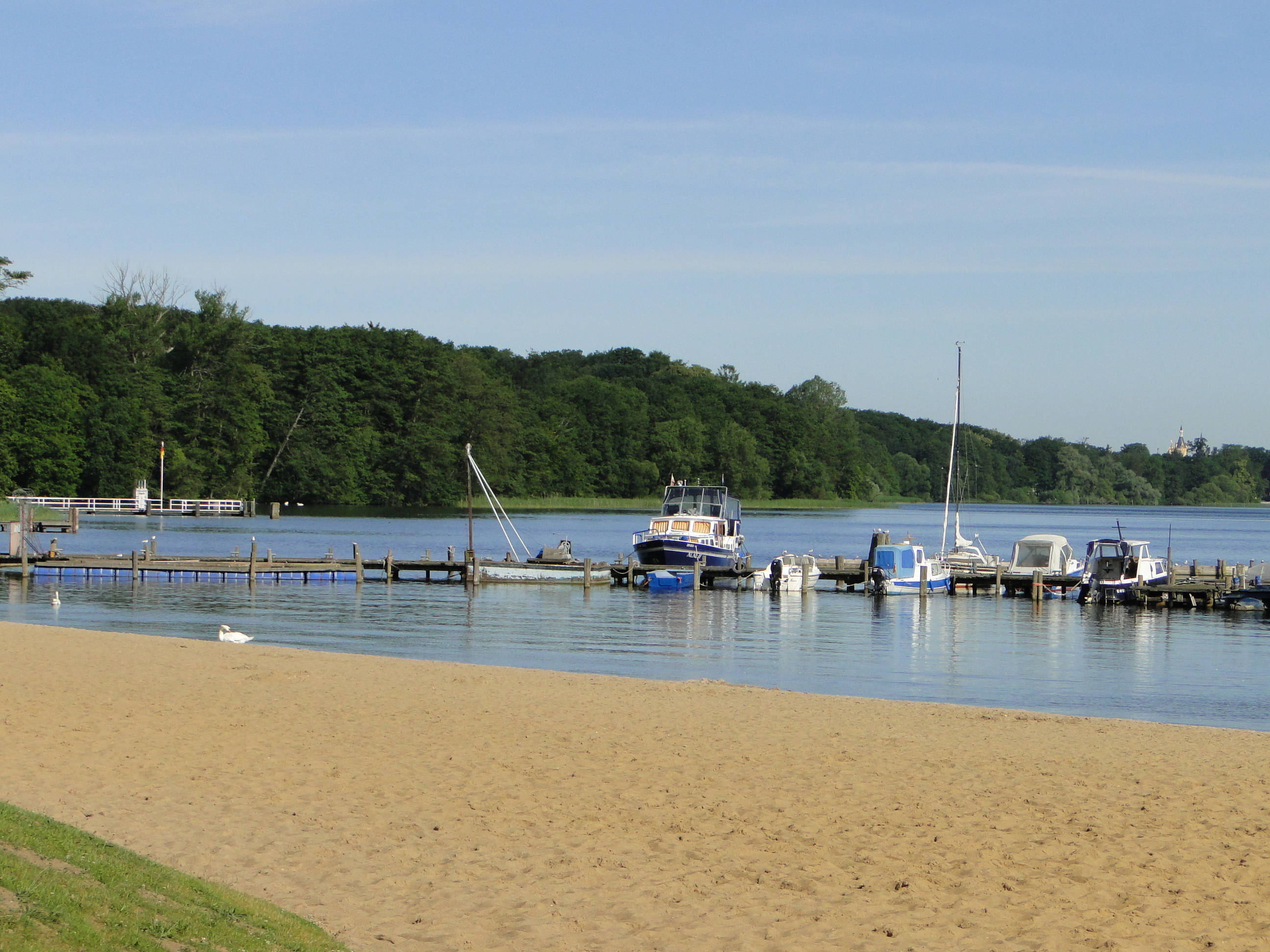
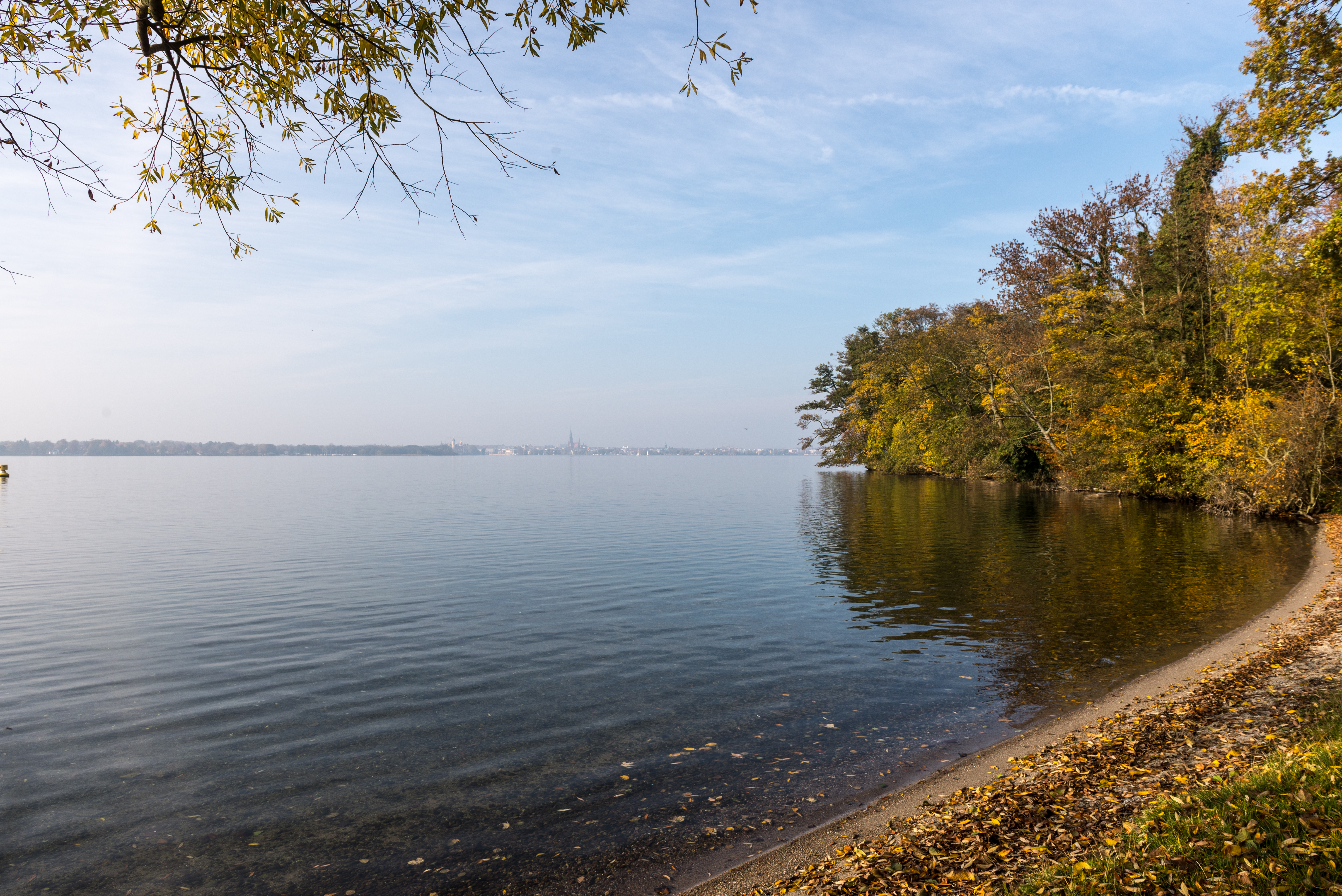
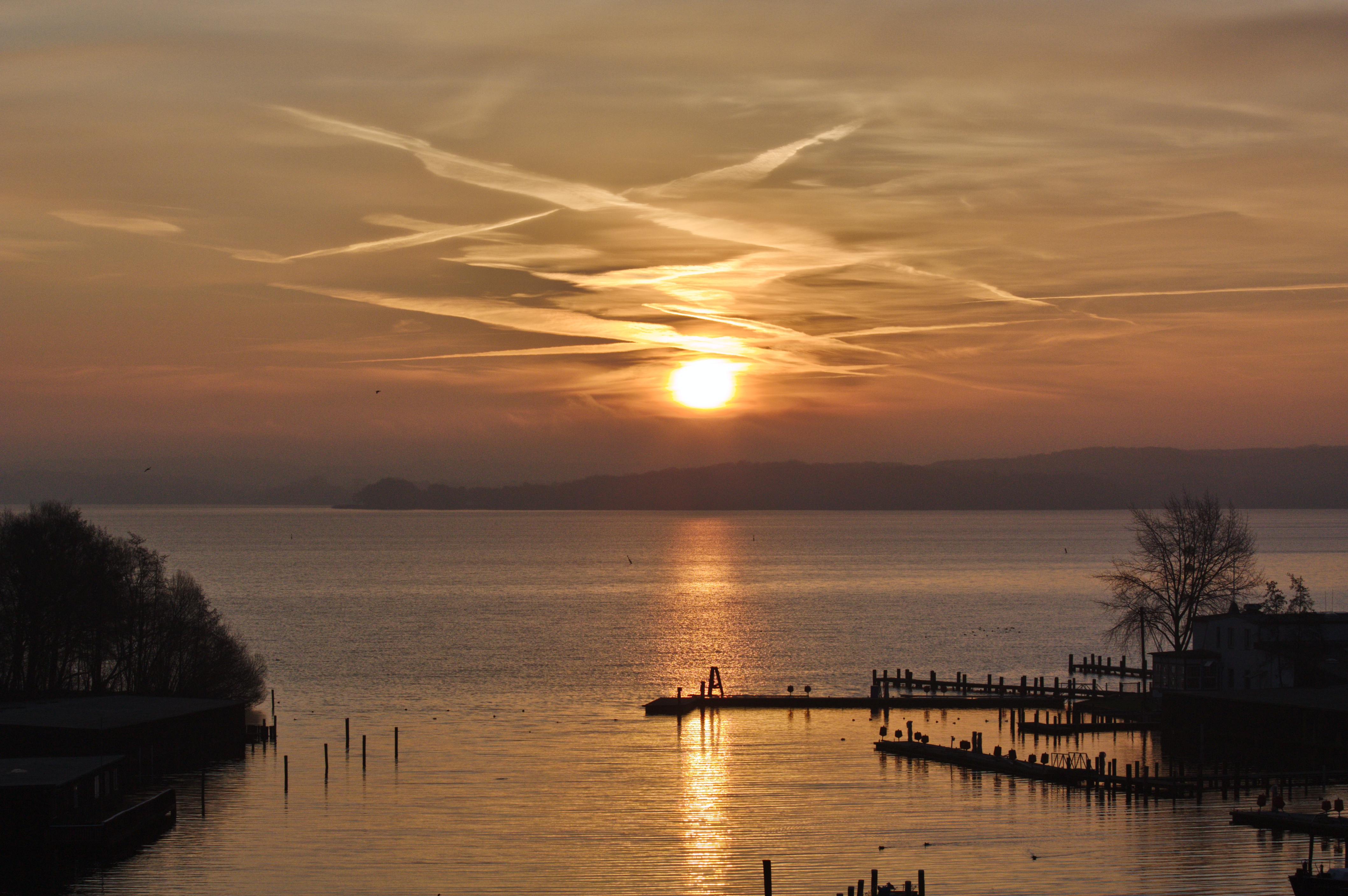